# Боткампская обсерватория
Боткампская обсерватория — частная астрономическая обсерватория, основанная в 1870 году в Боткамп, Плён (район), Германия, южнее города Киля.

## Руководители обсерватории
- Фридрих Густав фон Бюлов  (Friedrich Gustav von Bülow) (1814–1893)  - землевладелец, построивший обсерваторию

## История обсерватории
Обсерватория была основана землевладельцем Фридрихом Густавом фон Бюловым, по предложению астронома Цёлльнер, Иоганн Карл Фридрих. На постройку обсерватории было потрачено 700 000 марок. В обсерватории работали множество известных астрономов и астрофизиков того времени. После смерти землевладельца в 1883 или в 1893 году астрономические работы продолжались до 1914 года. В 1930-х годах здание обсерватории было снесено.

## Инструменты обсерватории
- Рефрактор (D= 29,3 см, F= 4.9 м) - крупнейший на тот момент телескоп в Германии

## Направления исследований
- Фотометрия и спектрометрия звезд
- Астрометрия
- Поиск новых астероидов

## Основные достижения
- Открытие в 1882 году астероида (230) Афаманта.
- Всего 16 астрометрических измерений опубликовано с 1871 по 1886 года[1]

## Известные сотрудники
- Фогель, Герман Карл
- Лозе, Вильгельм Освальд - проводили работы в области астрофизики в 1870 - 1874 годах
- Лео Антон Карл де Баллом - работал с 1881 по 1883 года
- en:Otto Tetens
- de:Paul Harzer
- de:Ladislaus Weinek
- de:Kurd Kisshauer